# Nieves Anula
Nieves Emilia Anula Alameda (Santa Cruz de Tenerife, 1º maggio 1973) è un'ex cestista spagnola.

## Carriera
Con la Spagna ha disputato i Campionati mondiali del 1998 e tre edizioni dei Campionati europei (1995, 1997, 2001).